# Solberg (Sundsvall)
Solberg is een plaats in de gemeente Sundsvall in het landschap Medelpad en de provincie Västernorrlands län in Zweden. De plaats heeft 73 inwoners (2005) en een oppervlakte van 28 hectare.